# Roberto Giachetti
Roberto Giachetti (Roma, 24 aprile 1961) è un politico italiano, membro di Italia Viva e del Partito Radicale Transnazionale.

## Biografia

### Gli inizi
Giachetti comincia a fare politica da giovane nei movimenti studenteschi, e poi a 18 anni si iscrive al Partito Radicale, dove rimane fino al 1989 (ha la doppia tessera); in quegli anni è anche redattore di Radio Radicale.
Successivamente aderisce alla Federazione dei Verdi ed è eletto consigliere circoscrizionale a Roma.
Dal 1993 al 2001 è stato prima capo della segreteria, e poi capo di gabinetto del sindaco di Roma Francesco Rutelli. Viene allora incluso nel novero dei "Rutelli boys" assieme a Paolo Gentiloni, Michele Anzaldi e Filippo Sensi, in seguito sostenitori di Matteo Renzi.
Nel 1999 lascia la Federazione dei Verdi e segue Rutelli ne I Democratici di Romano Prodi e Arturo Parisi.
Nel 2002 è stato tra i fondatori della Margherita, nato dalla fusione de I Democratici, dal Partito Popolare Italiano e Rinnovamento Italiano, diventandone segretario cittadino di Roma. Nella Margherita, Giachetti è stato membro dell'area liberaldemocratica di Rutelli, favorevoli nel progetto di confluire, assieme ai Democratici di Sinistra, nel Partito Democratico.
Viene eletto per la prima volta alla Camera dei deputati nelle elezioni politiche del 2001, venendo confermato alle politiche del 2006 nelle liste dell'ulivo e alle politiche del 2008 nelle liste del Partito Democratico, quando è sostenitore del partito a "vocazione maggioritaria" di Walter Veltroni. Nella XV e XVI legislatura è stato segretario d'aula per il proprio gruppo parlamentare. Come tale è considerato "un mago dei regolamenti parlamentari".

### Vicepresidente della Camera dei deputati
Viene di nuovo eletto parlamentare alla Camera nelle file del PD alle politiche del 2013. Il 21 marzo 2013 viene eletto vicepresidente della Camera dei deputati per il PD con 253 preferenze. Nel dicembre 2015 lascia l'incarico alla comunicazione della Camera dei Deputati in dissenso con la presidente della Camera Laura Boldrini.
Nella sua vita ha attuato diverse volte lo sciopero della fame: 
- nel 2002 con Marco Pannella per sollecitare il Parlamento ad eleggere due giudici della Corte Costituzionale il cui posto era vacante da tempo e così ripristinare il plenum;[7]
- nel 2004 per sollecitare la calendarizzazione della legge sul conflitto di interessi ("ddl Frattini");[8]
- nel 2007 affinché i dirigenti del PD indicassero una data certa per lo svolgimento dell'assemblea costituente del partito;[9]
- nel 2008 per ottenere le elezioni primarie nella città di Roma.[10] Ignorato, si dimette dal PD ma non dal gruppo parlamentare;[3]
- nel 2012 in segno di protesta contro le aule del Parlamento per la mancata approvazione di una nuova legge elettorale in sostituzione del cosiddetto porcellum;[11]
- nell'ottobre 2013, a distanza di quattro mesi dalla bocciatura del suo stesso partito della cosiddetta "mozione Giachetti". Con la quale si chiedeva l'abolizione della legge elettorale porcellum e un ritorno immediato alla legge elettorale mattarellum, per sostenere ancora la causa della legge elettorale[12]. Giachetti sospende lo sciopero della fame nell'ottobre 2013;[13]
- di nuovo per richiedere il plenum della Corte Costituzionale nel 2015.[4]
- nel 2019 per salvare dalla chiusura Radio Radicale.[14]

A dicembre 2013 si è scusato con Beppe Grillo dopo averlo accusato di aver mantenuto un commento violento nel suo blog.
Nel 2014, in dissenso dal PD, si dichiara e vota a favore della responsabilità civile dei magistrati.
Nel marzo 2015 ha invitato l'intera minoranza Dem, che si trovava in dissenso rispetto alle scelte della segreteria Renzi, a uscire dal PD, e ha rinnovato l'invito a tornare alle urne.

### Candidatura a sindaco di Roma

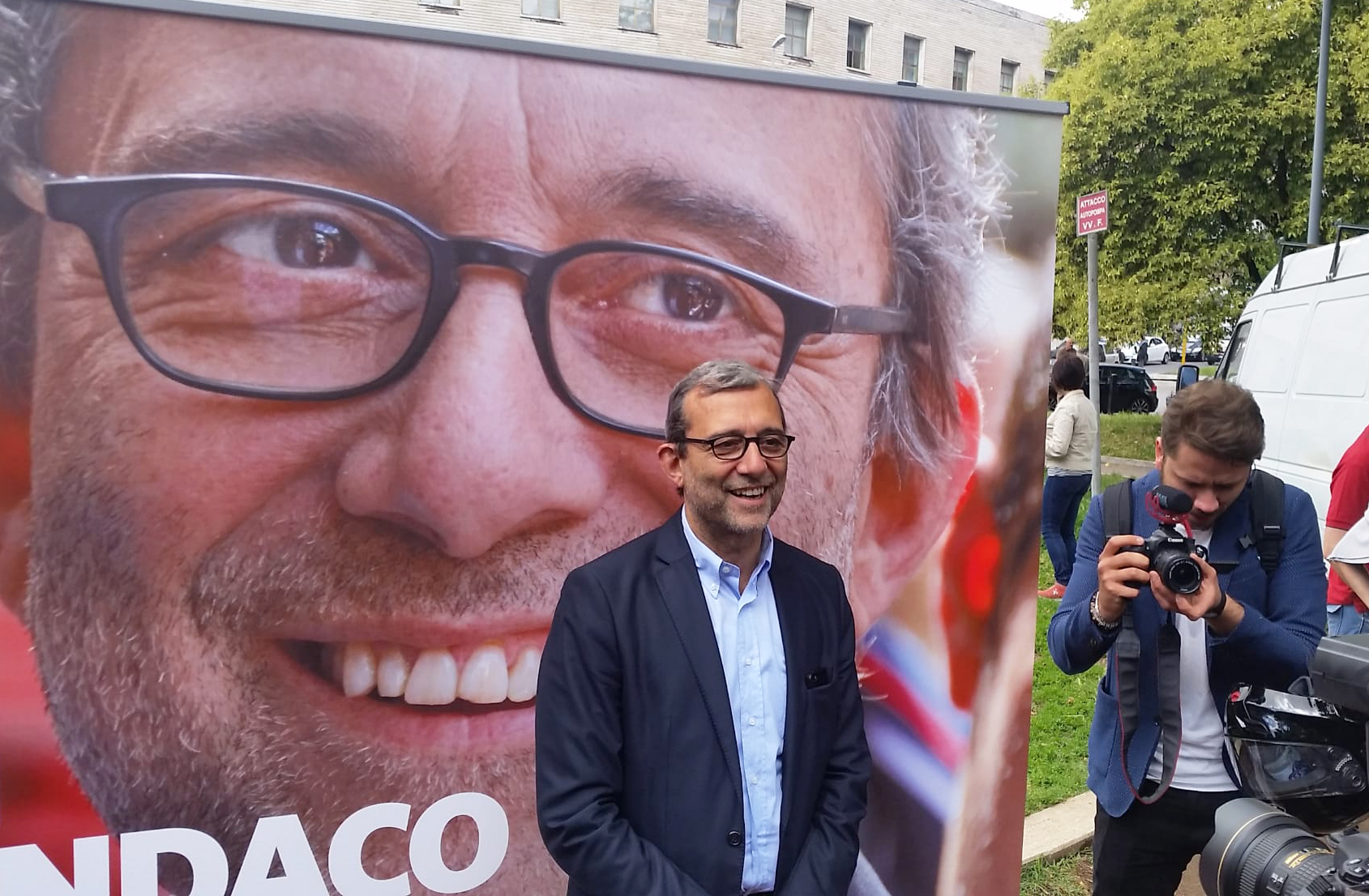
Roberto Giachetti durante la campagna elettorale del 2016

Il 15 gennaio 2016 si candida alle primarie del PD per scegliere il candidato a sindaco di Roma per le elezioni comunali di quell'anno, su invito diretto del Presidente del Consiglio Matteo Renzi. Tra gli sfidanti ci sono: l'ex assessore all'urbanistica della giunta Veltroni (appoggiato dalla minoranza Dem) e deputato Roberto Morassut, l'ex senatore dell'IdV poi membro della direzione regionale PD Lazio Stefano Pedica, il sottosegretario alla difesa del governo Renzi, nonché generale Domenico Rossi (appoggiato da Centro Democratico), il portavoce dalla Federazione dei Verdi Roma (appoggiato da quest'ultimi) ed ex leader del Popolo Viola e dei No B Day Gianfranco Mascia, e infine la giovane studentessa affetta da autismo, già candidata, ma non eletta, nella Lista Civica Marino Sindaco nelle comunali del 2013 Chiara Ferraro, vicina al PD per sensibilizzare sul tema dell'autismo.
Il 6 marzo, con 47 317 voti, vince le primarie con il 64,1% dei voti (27 968), seguito da Morassut col 28,2% (12 281), da Rossi col 3% (1 320), Ferraro col 2,1% (915), Pedica col 1,4% (594) e Mascia col 1,2% (529) su 43 607 voti validi, 2 866 bianche, 843 nulle e una contestata. Giachetti diventa quindi il candidato alla carica di Sindaco di Roma per il Partito Democratico.
Si presenta quindi sostenuto da una coalizione di centro-sinistra formata, oltre che dal PD, anche da: Federazione dei Verdi con capolista il comico Giobbe Covatta, IdV, i Radicali, Democratici e Popolari - Lista Più Roma di Maria Fida Moro (figlia di Aldo) e Domenico Rossi, Una Rosa per Roma - Laici Civici Socialisti di Aldo Forbice e la Lista civica Giachetti Sindaco capeggiata dalla nuotatrice Alessia Filippi.
Dopo aver ottenendo al primo turno del 5 giugno il 24,87% dei voti, al ballottaggio del 19 giugno raccoglie il 32% dei voti, venendo però sconfitto dalla sfidante Virginia Raggi, candidata del Movimento 5 Stelle che conquista il 35% dei voti al primo turno, e oltre il 65% al ballottaggio.
Alle elezioni primarie del PD del 2017, Giachetti appoggia il candidato, nonché segretario uscente Matteo Renzi, che vince le primarie; successivamente Giachetti entrerà a far parte della 2ª segreteria "unitaria" di Renzi.

### Candidatura a segretario del PD

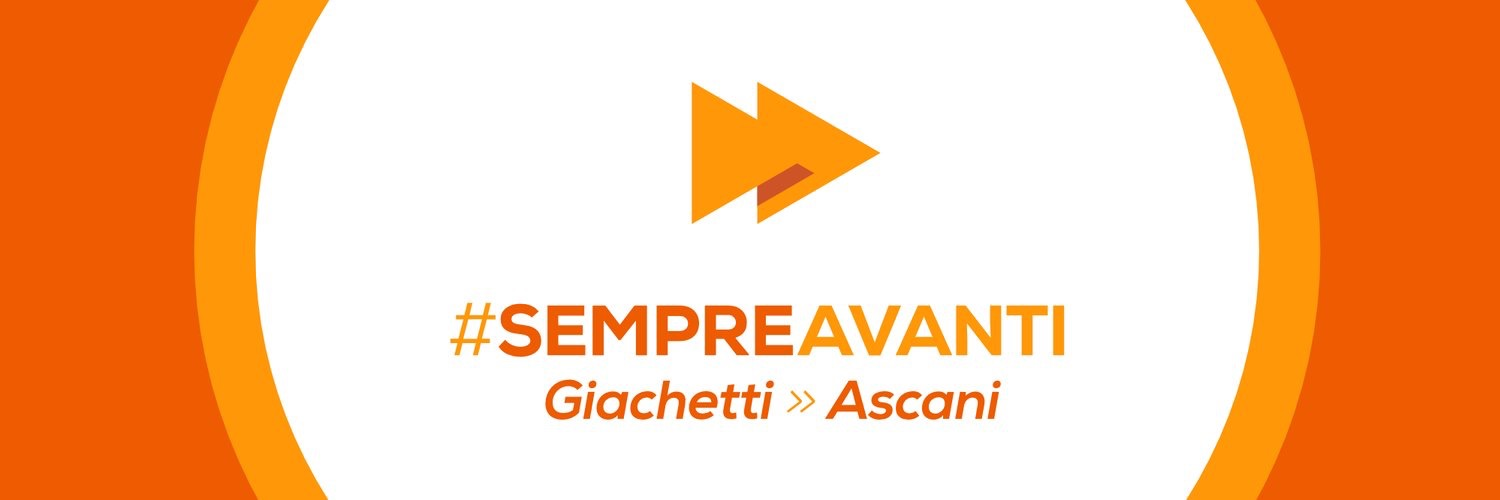
Logo della campagna elettorale di Giachetti per le primarie del 2018.

Nelle elezioni politiche del 2018 viene rieletto in Parlamento sempre alla Camera, con la vittoria nel collegio uninominale di Sesto Fiorentino. Il 12 dicembre dello stesso anno, in extremis, si candida alla primarie per la carica di segretario del PD col supporto di Anna Ascani, candidata vicesegretaria, per rivendicare l'attività dei governi Renzi e Gentiloni, sul rilancio dell'ala moderata e dell'attività riformatrice del partito, escludendo ogni tentativo di accordi con il Movimento 5 Stelle e con tutti i fuoriusciti di Liberi e Uguali.
Nel voto fra gli iscritti di gennaio ottiene 20 887 voti, pari all'11,13%, e si qualifica alle primarie aperte del 3 marzo successivo. Arriverà terzo con il 12% pari a 188.355 voti, dietro al presidente della regione Lazio Nicola Zingaretti (66%) e il segretario uscente Maurizio Martina (22%) e si asterrà riguardo alla proposta di Paolo Gentiloni come presidente del partito.

### L’uscita dal PD e l’adesione a Italia Viva
A seguito della scissione del PD da parte del gruppo dei parlamentari renziani, Roberto Giachetti aderisce il 17 settembre 2019 a Italia Viva, il partito fondato da Matteo Renzi di stampo liberale e centrista.
Alle elezioni politiche anticipate del 2022 viene candidato nella lista Azione - Italia Viva per la Camera dei deputati in seconda posizione dietro a Maria Elena Boschi nei tre collegi plurinominali principali di Roma risultando rieletto.
Il 26 ottobre 2022 viene eletto, assieme a Filiberto Zaratti, segretario della Camera dei deputati.

## Controversie
A dicembre 2016, suscita polemiche e indignazione per il suo intervento all'assemblea nazionale del PD, riferendosi sia a Roberto Speranza che alla minoranza Dem, afferma «l'unica cosa che io penso è che Roberto Speranza, hai la faccia come il culo. Avete (minoranza Dem) la faccia come il culo». L'intervento anche durante l'assemblea in corso, suscita molte indignazioni.
A ottobre 2019, in un intervento durante l'approvazione della riforma del taglio dei parlamentari, avviata dal governo Conte I guidato dalla Lega assieme al Movimento 5 Stelle e concluso dal governo Conte II guidato dalla coalizione M5S e PD, si dichiara contrario alla riforma. Ritenedola populista, inutile e dannosa, ma che voterà a favore per non fare un dispiacere al suo partito, ma proponendosi al contempo di raccogliere le firme per il referendum confermativo e guidare il fronte del "No".

## Incarichi parlamentari
- XIX legislatura
  - Segretario della Camera dei deputati
  - Componente della I Commissione Affari costituzionali, della Presidenza del consiglio e interni della Camera dei deputati
- XVIII legislatura
  - Presidente provvisorio della Camera dei Deputati per la prima seduta
  - Componente della XIV Commissione Politiche dell'Unione Europea
- XVII legislatura
  - Vicepresidente della Camera dei deputati
  - Componente della I Commissione Affari costituzionali, della Presidenza del Consiglio e Interni dal 1º ottobre 2015 al 22 marzo 2018
  - Membro del Comitato per la comunicazione e l'informazione esterna dal 17 luglio 2013 al 22 marzo 2018
  - Presidente del Comitato per la comunicazione e l'informazione esterna dal 17 luglio 2013 al 2 dicembre 2015
  - Membro della XIV Commissione Politiche dell'Unione Europea dal 7 maggio 2013 al 1º ottobre 2015
- XVI Legislatura
  - Componente della I Commissione Affari Costituzionali, della Presidenza del Consiglio e Interni
- XV Legislatura
  - Giunta per il regolamento dall'8 maggio 2006 al 28 aprile 2008
  - Componente della II Commissione Giustizia dal 6 giugno 2006 al 26 febbraio 2008
  - Componente della IV Commissione Difesa dal 26 febbraio 2008 al 28 aprile 2008
  - Componente della VII Commissione Cultura, scienza e istruzione dal 6 giugno 2006 al 28 aprile 2008
  - Componente della Commissione speciale per l'esame di disegni di legge di conversione di decreti legge dal 23 maggio 2006 al 7 giugno 2006
- XIV Legislatura
  - Componente della VI Commissione Finanze dal 17 gennaio 2003 al 27 aprile 2006
  - Componente della IX Commissione Trasporti, poste e telecomunicazioni dal 30 novembre 2001 al 17 gennaio 2003
  - Componente della XIV Commissione Politiche dell'Unione europea dal 21 giugno 2001 al 30 novembre 2001
  - Componente del Comitato parlamentare di controllo sull'attuazione ed il funzionamento della convenzione di applicazione dell'accordo di Schengen e di vigilanza sull'attività dell'unità nazionale Europol dal 15 novembre 2001 al 16 settembre 2002
  - Componente del Comitato parlamentare di controllo sull'attuazione dell'accordo di Schengen, di vigilanza sull'attività di Europol, di controllo e vigilanza in materia di immigrazione dal 17 settembre 2002 al 27 aprile 2006

## Opere
- Con Alberto Gaffuri, Sigaro, politica e libertà, Roma, Rubbettino Editore, 2018